# Těžba surovin z asteroidů

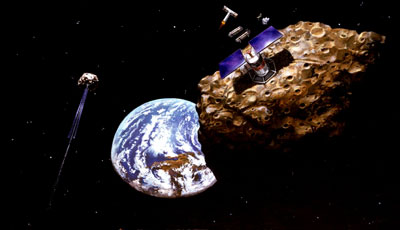
Vizualizace těžby na asteroidu

Těžba surovin z asteroidů je metoda získávání surového materiálu a kovů z asteroidů a dalších menších těles (trpasličích planet a planetek) v blízkosti Země.
Asteroidy a prolétající komety jsou v kosmu pro velké vzdálenosti vhodné zdroje minerálů a stavebních prvků pro následnou konstrukci materiálů, nebo mohou být pro následné zpracování přeneseny na orbitu Země. Možný výskyt zahrnuje zlato, iridium, stříbro, osmium, palladium, platinu, rhenium, wolfram, které by podléhaly transportu k Zemi a dále také železo, kobalt, hořčík, molybden, nikl, hliník a titan pro stavební využití slitin z minerálů (k 3D tisku) a výrobě nástrojů, slitin v kosmu.
Vzhledem k vysoké ceně kosmických letů a transportu ve vesmíru, nedokonalým metodám získávání informací o přítomnosti určitých prvků a systému určování vhodných asteroidů k těžbě na místě nálezu, zůstává přínosné dolování zdrojů minerálů povrchovou a podpovrchovou těžbou na Zemi. Za předpokladu velkého zvýšení finančního krytí, ať již ze soukromého sektoru, nebo veřejného, se situace pravděpodobně v blízké budoucnosti změní. Důvodem by mohl být rostoucí nedostatek zdrojů na planetě Zemi a následné překonání výzev souvisejících s naplněním potenciálu těžby asteroidů, vědeckého výzkumu a poznaní okolního vesmíru. Není zcela zřejmé, jestli se extrakce a těžba asteroidů vyvine a zdokonalí dostatečným tempem a mírou potřebnou k naprosté kompenzaci za zužující se pozemské zásoby materiálních zdrojů.
Při in situ extrakci se přihlíží i na prstence nacházející se kolem některých planet, především plynných obrů. Ve sluneční soustavě se planetární prstence nachází u planet Jupiter, Saturn, Uran, Neptun. Velmi málo je známo o planetárních prstencích Neptunu, protože jediný důkaz zaslala americká sonda Voyager 2 a to v roce 1989. Dle vzdálenosti od Slunce lze dělit planety vnitřní a vnější, které ve sluneční soustavě rozděluje hlavní pás asteroidů. U planety Jupiter se mají v oblasti, kde planeta obíhá nacházet planetky Trojáni a Řekové a s nejmenší koncentrací těles Hildina skupina. Vzdálenější pás asteroidů a planetek od Země je Kuiperův pás obíhající Slunce v oblasti za Neptunem. Kdy jsou tyto transneptunická tělesa také dělena na Rozptýlený disk. Pod trpasličí planety a planetky postupně objevované v této oblasti spadají Pluto, Eris, Sedna, Makemake, Quaoar a další. Unikátní následující tělesa nalezená za planetou Neptun s velmi specifickými dráhami obíhání jsou souhrnně nazvána oddělený disk. Na okraji sluneční soustavy je hypotetický zdroj kometárních jader považovaný za zbytek původní planetární mlhoviny Oortův oblak. Za touto hranicí v Oortově oblaku již slábne gravitační působení Slunce a začíná větší gravitační vliv okolních hvězd. Dalšími zdroji ve vesmíru by byly hypotetické pásy asteroidů obíhajících u sousedních hvězd, jestli se pásy asteroidů nachází ve vesmíru v hojném množství. Vzhledem k současnému stavu výzkumu lze prohlásit za nepravděpodobné zachytávání mezihvězdných objektů podobných jako např. Omuamua.

## Výzkumné mise
Související výzkumné mise a první využití techniky a vesmírných sond k získávání vzorků.

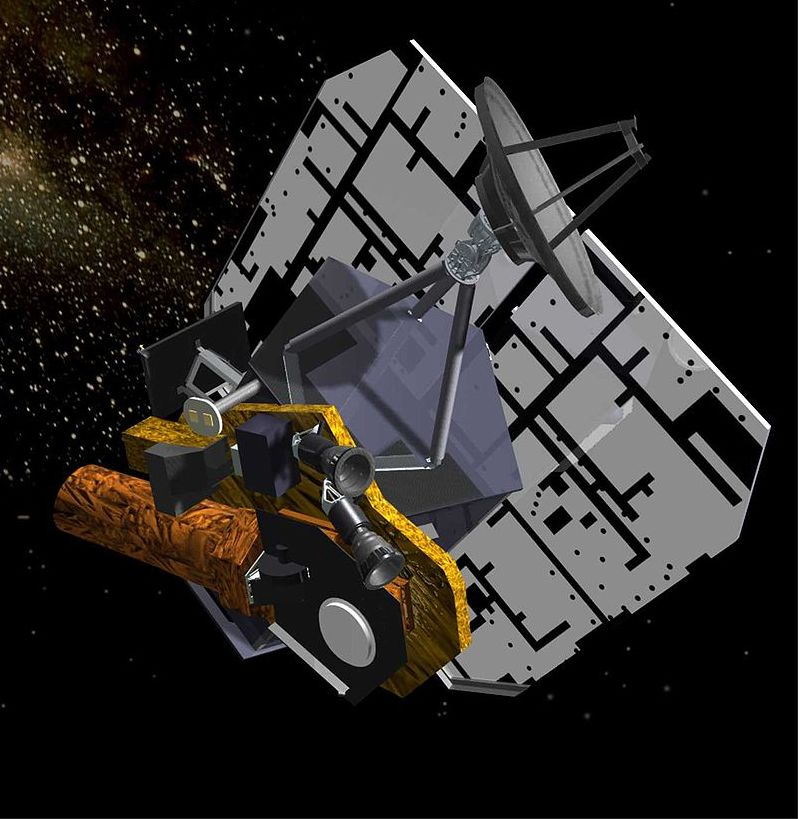
Vytvořené vyobrazení kosmické sondy Deep Impact.

1. Halley Armada – soubor pěti sond vyslaných na průzkum v roce 1986 se společným cílem, kterým byla Halleyova kometa. Jedna sonda byla vyslána ESA, dvě další byly vyslány za spolupráce Sovětského svazu a Francie (Interkosmos) a poslední dvě sondy byly vyslány institutem spadajícím dnes pod JAXA. Sondy nesly názvy Giotto, Vega 1, Vega 2, Suisei a Sakigake. Další vesmírné sondy, které se podílely na výzkumu komety od roku 1966 nesly název Pioneer.
2. Giotto – kosmická sonda (ESA) vyslána v roce 1985 na výzkum Halleyovy komety, u které pořídila pár snímků. Sondu vynesla do kosmu nosná raketa Ariane 1. V roce 1992 se měla sonda přiblížit ke kometě Grigg-Skjellerup a později samého roku byla mise oficiálně ukončena.
3. Hajabusa – japonská planetární sonda (JAXA) využita k výzkumu planetky 25143 Itokawa. Cílem mise byla prověrka technologie a přistání na asteroidu spolu s odebráním vzorku a přepravou zpět na Zemi. Sonda byla vypuštěna v roce 2003 a s sebou nesla i skákajícího robota MINERVA pro průzkum po přistání. Sonda v roce 2010 úspěšně dopravila do zemské atmosféry návratové pouzdro s malým množstvím vzorku asteroidu.
4. Deep Impact – americká kometární sonda (NASA, JPL) tvaru pětibokého hranolu byla vynesena nosnou raketou Delta II v roce 2005. Její součástí byly systémy trysek, dva dalekohledy a rozkládající se panel fotovoltaických baterií a další přístroje. Toho samého roku sonda vypustila projektil na jádro komety a ještě předtím pořídila pár snímků.
5. Fobos-Grunt – ruská nepilotovaná sonda (Roskosmos, IKI RAN), vypuštěna z Bajkonuru v listopadu 2011, sonda měla být vedena na Mars. Po startu se nepodařilo spustit motory a sonda zůstala na nízké oběžné dráze Země. Následně v roce 2012 zanikla v atmosféře Země.
6. Rosetta – sonda (ESA) vyslána na průzkum jádra komety v roce 2004. Během roku 2014 dorazila sonda k plánované kometě a vypustila na jejím jádře přistávací pouzdro Philae. Celá mise sondy byla ukončena v roce 2016 řízeným dopadem na povrch jádra komety 67P/Churyumov-Gerasimenko.
7. Osiris-Rex – vědecká vesmírna mise (NASA), která má za cíl bližší poznaní asteroidu 101955 Bennu. Sonda by měla v průběhu mise odebrat vzorky asteroidu a vrátit se k Zemi. Start mise proběhl v září roku 2016 a sondu vynesla do kosmu nosná raketa Atlas V. Návrat se vzorky asteroidu pro jejich detailní výzkum na Zemi je plánován na rok 2023.[1]
8. Hajabusa 2 – právě probíhající mise (JAXA) s plánovaným návratem vzorků na Zemi v roce 2018. Sonda byla vypuštěna z kosmického střediska Tanegašima raketou H-IIA. Mise má být dokončena a uzavřena v roce 2020.

### Plánované mise
- ARM – (Asteroid Redirect Mission) plánovaná mise ARM (NASA), za podmínky schválení, bude mise zahájena v roce 2020. Sonda by měla za úkol zachytit kus horniny z asteroidu a následně jej přemístit na oběžnou dráhu Měsíce [2].
- Fobos-Grunt 2 – plánovaná mise ruského kosmického programu Roskosmos, sonda by měla být směrována k Marsu a odebrat vzorek z Měsíce Phobos. Start by měl být v roce 2024.

### Dokončené mise

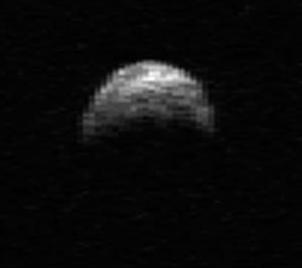
Sledovaný potenciálně nebezpečný asteroid 2005 YU55.

| Stát/Národ    | Přelet                                       | Na orbitě tělesa             | Přistání        | Návrat vzorku   |
| ------------- | -------------------------------------------- | ---------------------------- | --------------- | --------------- |
| USA           | ICE (International Cometary Explorer) (1985) | NEAR (NEAR Shoemaker) (1997) | NEAR (2001)     | Stardust (2006) |
| Japonsko      | Suisei (1986)                                | Hayabusa (2005)              | Hayabusa (2005) | Hayabusa (2010) |
| Evropská unie | ICE (1985)                                   | Rosetta (2014)               | Rosetta (2014)  |                 |
| Sovětský svaz | Vega 1 (1986)                                |                              |                 |                 |
| Čína          | Čchang'e 2 (2012)                            |                              |                 |                 |

## Cíle, předpokládaná hodnota surovin asteroidů

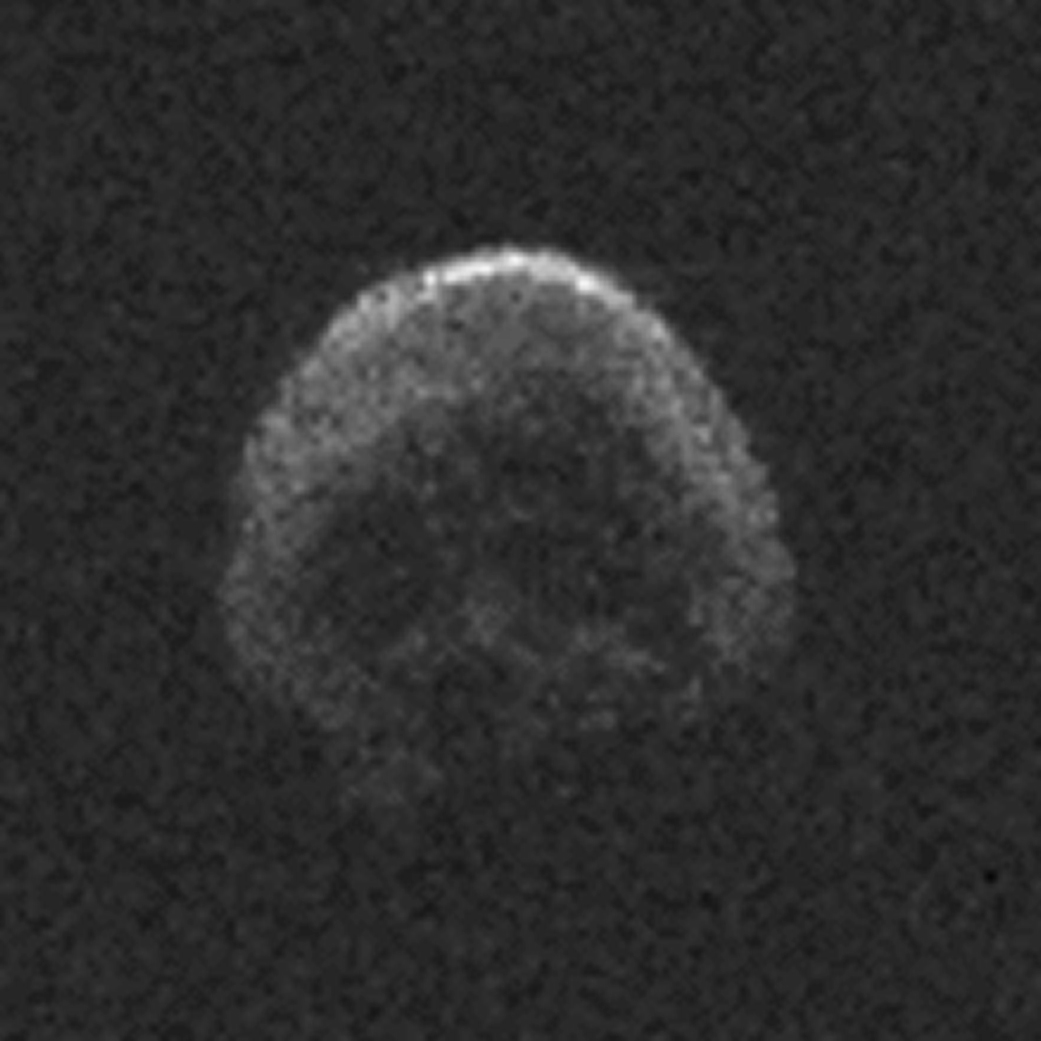
Asteroid 2015 TB145, připomínající vzhledem tvar lebky.

Podle databáze Asterank (2016), by pozitiva zpracování měly průběhu času růst. Následující tělesa jsou považována za nejlepší cíle pro zpracování při dosažení maximální efektivnosti v procesu těžby za využití nutných technologií. Nicméně je tento proces pouze ve vývoji a hodnoty nejsou stále určené naprosto důvěryhodně, počítá se také s využitím technologií, které se nachází ve stádiu výzkumu.
| Asteroid            | Předpokládaná hodnota (US$) | Předpokládaný výtěžek (US$) | Δv (km/s) | Složení                                           |
| ------------------- | --------------------------- | --------------------------- | --------- | ------------------------------------------------- |
| Ryugu 162173        | 95 miliard                  | 35 miliard                  | 4.663     | Nikl, železo, kobalt, voda, dusík, vodík, amoniak |
| 1989 ML             | 14 miliard                  | 4 miliardy                  | 4.888     | Nikl, železo, kobalt                              |
| Nereus 4660         | 5 miliard                   | 1 miliard                   | 4.986     | Nikl, železo, kobalt                              |
| Didymos 65803       | 84 miliard                  | 22 miliard                  | 5.162     | Nikl, železo, kobalt                              |
| 2011 UW158 (436724) | 8 miliard                   | 2 miliardy                  | 5.187     | Platina, Nikl, železo, kobalt                     |
| Anteros (1943)      | 5570 miliard                | 1250 miliard                | 5.439     | MgSiO3, hliník, křemičitan železnatý (Fayalite)   |
| 2001 CC21           | 147 miliard                 | 30 miliard                  | 5.636     | MgSiO3, hliník, křemičitan železnatý              |
| 1992 TC (7474)      | 84 miliard                  | 17 miliard                  | 5.647     | Nikl, železo, kobalt                              |
| 2001 SG10           | 4 miliardy                  | 0.6 miliard                 | 5.880     | Nikl, železo, kobalt                              |
| 2002 DO3            | 0.3 miliard                 | 0.06 miliard                | 5.894     | Nikl, železo, kobalt                              |

## Firmy a organizace
Firmy, které se snaží o postupné kroky proniknutí do odvětví získávání surovin z těles ve vesmíru.
| Organizace (hlavní pobočka, rok založení)      | Typ            |
| ---------------------------------------------- | -------------- |
| Deep Space Industries (USA, 2013)              | Soukromá firma |
| Planetary Resources (USA ,2012)                | Soukromá firma |
| Moon Express (USA, 2010)                       | Soukromá firma |
| Kleos Space (UK, 2017)                         | Soukromá firma |
| TransAstra Corporation (USA)                   | Soukromá firma |
| Aten Engineering (USA, 2017)                   | Soukromá firma |
| OffWorld (USA, 1983)                           | Soukromá firma |
| SpaceFab.US (USA, 2016)                        | Soukromá firma |
| Asteroid Mining Corporation Ltd. UK (UK, 2016) | Soukromá firma |